# Anastasia de Grecia

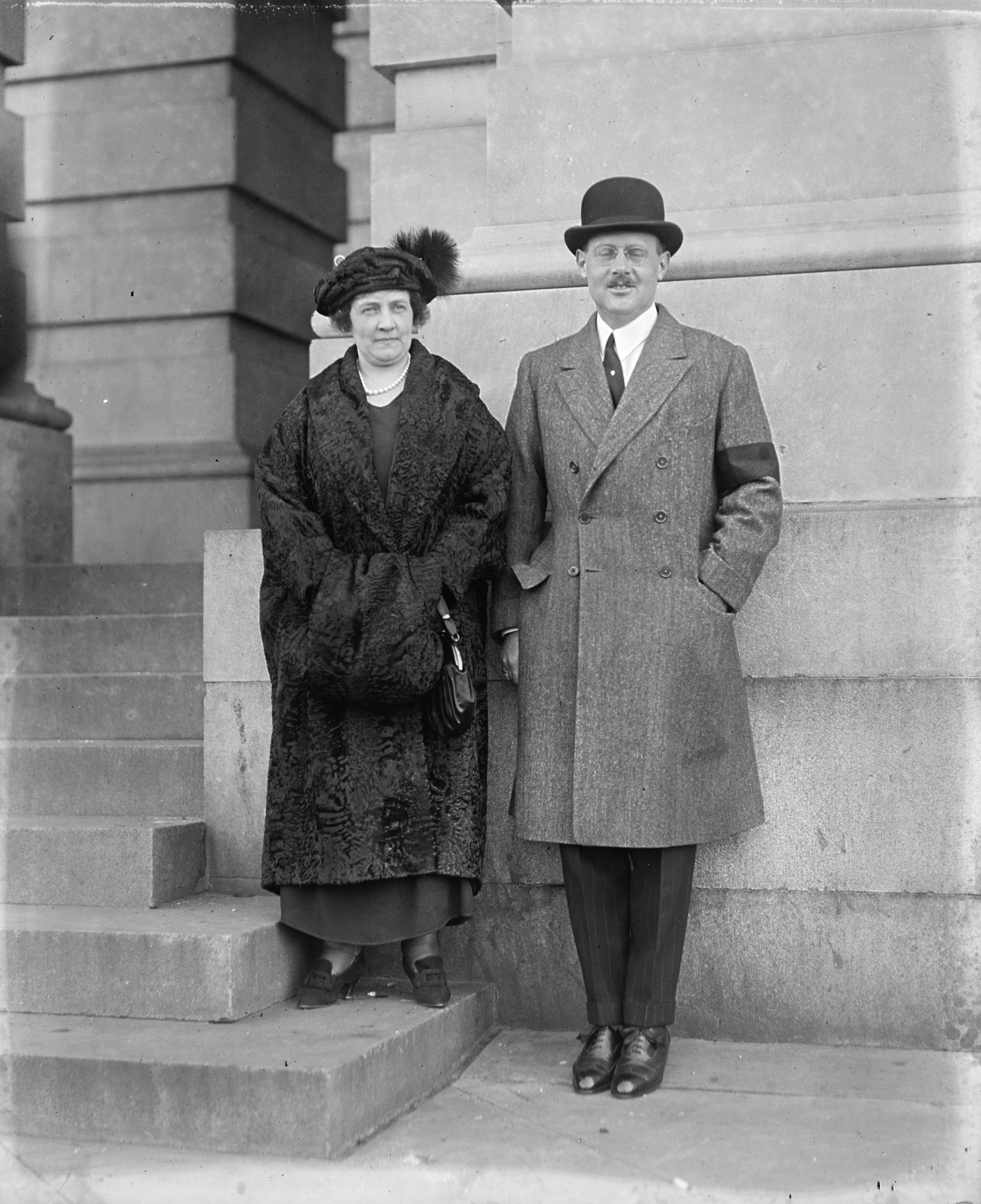
Los príncipes Cristóbal y Anastasia de Grecia.

La princesa Anastasia, princesa Cristóbal de Grecia y Dinamarca (nacida May "Nancy" Stewart,  28 de enero de 1873 en Cleveland, Ohio, Estados Unidos-29 de agosto de 1923, Londres, Reino Unido) fue una rica heredera norteamericana que por su matrimonio con el príncipe Cristóbal de Grecia y Dinamarca, llegó a ser S.A.R. la princesa Anastasia, princesa Cristóbal de Grecia y Dinamarca.

## Familia
Nancy era la hija del rico industrial americano William Charles Stewart y de su esposa, Mary Holden.
Antes de pertenecer a la familia real griega la joven Nancy había contraído matrimonio en 1894 con el banquero americano George Ely Worthington, de quien se divorció en 1898. Ese mismo año contrajo de nuevo matrimonio con el magnate del estaño William Bateman Leeds, de quien enviudaría en 1908.
De su segundo matrimonio nació su único hijo, William Bateman Leeds Junior (1902-1971) quien, con el paso del tiempo, en 1921 contrajo matrimonio con la gran duquesa Xenia Georgievna de Rusia, hija del gran duque Jorge Mikhailovitch de Rusia (1863-1919), y de su esposa la princesa María de Grecia y Dinamarca (1876-1940).
El 1 de enero de 1920, Nancy Stewart contrajo matrimonio en Vevey (Suiza) con el príncipe Cristóbal de Grecia y Dinamarca (1888-1940), hijo del rey Jorge I de Grecia (1845-1913) y de su esposa Olga Konstantínova Románova, reina de Grecia (1851-1926).

## Una joven americana
La educación de la pequeña Nancy se desarrolló en casa de sus padres hasta que cumplió los diecisiete años, ingresando en la escuela de la señorita Porter, en Farmington (Connecticut). Poco tiempo después fue presentada en sociedad y conoció a su primer esposo, George Harry Worthington. 
Tan solo cuatro años después del matrimonio Nancy se divorciaría y rápidamente contraería de nuevo matrimonio, esta vez con William Bateman Leeds, un magnate del estaño, con quien tendría su único hijo y de quien enviudaría en 1908 heredando una inmensa fortuna.

## Princesa de Grecia y Dinamarca
Tras enviudar Nancy decide vivir en Europa. Amante del lujo y del coleccionismo, la joven viuda va adquiriendo cuadros de grandes maestros de la pintura, muebles de gran valor y joyas. Nancy Leeds es una de las mejores clientas de Cartier, hasta el punto de disponer de su propio salón dentro de la prestigiosa joyería.
En Biarritz (Francia) conoce al príncipe Cristóbal de Grecia y Dinamarca, que rápidamente se enamora de Nancy. La pareja hace público su compromiso en 1914 en la isla de Capri, pero su unión no contará con la aprobación de la familia real helena, por lo que la boda se retrasará seis años. Tras la Primera Guerra Mundial (1914-1918) la actitud de la familia real respecto del matrimonio morganático del príncipe Cristóbal cambió de enfoque. Arruinados por la guerra y en el exilio, la familia real griega veía con buenos ojos la entrada de una rica y plebeya americana en la familia.
La boda de Nancy y Cristóbal de Grecia y Dinamarca se celebró en 1920, abrazando ella la religión ortodoxa y tomando como nombre el de Anastasia. El rey Constantino I de Grecia le concedió el tratamiento de Alteza Real más los títulos de Princesa de Grecia por derecho propio y Princesa de Grecia y Dinamarca por matrimonio. La pareja se establece en Palermo, donde mandan construir la Villa Anastasia, que será también residencia de la exiliada reina Olga de Grecia.
En 1921 los lazos familiares entre Anastasia y la familia real griega se estrechan y refuerzan con el matrimonio de su único hijo, William Leeds con S.A.I. la gran duquesa Xenia Georgievna de Rusia, sobrina del príncipe Cristóbal.

## Títulos y tratamientos
| ● 20 de enero de 1878-1 de octubre de 1894:  | Señorita Nonnie May Stewart                                |
| ● 1 de octubre de 1894-23 de marzo de 1899:  | Señora George Ely Worthington                              |
| ● 23 de marzo de 1899-3 de agosto de 1900:   | Señora Nonnie May Worthington                              |
| ● 3 de agosto de 1900-1 de febrero de 1920:  | Señora William Bateman Leeds                               |
| ● 1 de febrero de 1920-5 de febrero de 1920: | Su Alteza Real la princesa Cristóbal de Grecia y Dinamarca |
| ● 5 de febrero de 1920-29 de agosto de 1923: | Su Alteza Real la princesa Anastasia de Grecia y Dinamarca |